# Морис Шевалије
Морис Шевалије (фр. Maurice Chevalier; Париз, 12. септембар 1888 — Париз, 1. јануар 1972) је био познати француски певач и глумац. Популарни интерпретатор у оперетама и париским забавним позориштима најзапаженије улоге на филму остварио је у филмским музичким комедијама „Љубавна парада“, „Весела удовица“ и „Жижи“.
Био је првокласни забављач, чији таленат за глуму и певање долази до изражаја још у његовој раној младости. У младости је био звезда музичке комедије и наступао је у јавности. Пошто се преселио у Лондон да свира џез, креће на турнеју по САД и постаје славни глумац.
Морис Шевалије, заштитни знак француске музичке комедије, који је пленио шармом певачког и глумачког манира, 1931. године снимио је филм "Насмејани поручник", који је номинован за Оскара на петој додели 1931/32. Први тон филм који је приказан у првом ужичком биоскопу Луксор, био је овај филм, а Морис Шевалије је био први певач кога су Ужичани прихватили преко филма.
Написао је аутобиографију „Мој пут и моје песме“. Најпознатији филмови: „Љубавна парада“, „Насмејани поручник“, „Весела удовица“, „Ћутање је злато“, „Имао сам седам кћери“, „Живот за каријеру“, „Жижи“, „Фани“, „Љубав поподне“.

## Популарне песме
- "Le Beau Gosse" (1908)
- "La Madelon de la Victoire" (1918)
- "Dans la vie faut pas s'en faire" (1921)
- "Valentine" (1924)
- "Louise" (1929)
- "My Ideal" (1930)
- "(Up On Top Of A Rainbow) Sweepin' The Clouds Away" (1930)
- "You Brought a New Kind of Love to Me" (1930)
- "Living In the Sunlight, Loving In the Moonlight" (1930)
- "Isn't it Romantic" (1932)
- "Mimi" (1932)
- "Prosper (Yop La Boum)" (1935)
- "Quand un Vicomte" (1935)
- "Ma Pomme" (1936)
- "Le Chapeau de Zozo" (1936)
- "Mimile (un gars du Ménilmontant)" (1936)
- "Ça Fait d' Excellents Français" (1939)
- "Paris sera toujours Paris" (1939)
- "Ça sent si bon la France" (1941)
- "La Chanson du Maçon" (1941)
- "Notre Espoir" (1941)
- "Thank Heaven For Little Girls" (1958)
- "I Remember It Well" (1958)
- "Enjoy It!" (1962)
- "Au Revoir" (1965)
- "Joi De Vivre" (1967)
- "The Aristocats" (1970)

## Филмографија
- Par habitude (1911)
- Gonzague (1923) – Gonzague / Maurice
- Bad Boy (1923) – Le mauvais garçon
- Jim Bougne, boxeur (1923) – Maurice
- L'affaire de la rue de Lourcine (1923) – Lenglené
- Hello New York! (1928) – сам себе
- Innocents of Paris (1929) – Maurice Marney
- The Love Parade (1929) – Count Alfred Renard
- Paramount on parade (1930) – сам себе
- Paramount on Parade (1930) – Apache – Episode 'Origin of the Apache' / 'Park in Paris' / Finale
- The Big Pond (1930) – Pierre Mirande
- La grande mare (1930) – Pierre Mirande
- Playboy of Paris (1930) – Albert Loriflan
- Paramount en parade (1930)
- The Little Cafe (1931) – Albert Lorifian
- The Smiling Lieutenant (1931) – Lt. Nikolaus 'Niki' von Preyn
- Monkey Business (1931) – сам себе
- One Hour with You (1932) – Dr. Andre Bertier
- Make Me a Star (1932) – сам себе
- Love Me Tonight (1932) – Maurice
- A Bedtime Story (1933) – Господин Рене
- The Way to Love (1933) – François
- L'amour guide (1933) – François
- The Merry Widow (1934) – Принц Данило
- La Veuve joyeuse (1935) – Danilo
- Folies Bergère de Paris (1935) – Eugene Charlier / Baron Fernand Cassini
- The Beloved Vagabond (1936) – Gaston de Nerac 'Paragot'
- With a Smile (1936) – Victor Larnois
- The Man of the Hour (1937) – Alfred Boulard / сам себе
- Break the News (1938) – François Verrier
- Personal Column (1939) – Robert Fleury
- Man About Town (1947) – Emile Clément
- A Royal Affair (1949) – The King Jean IV de Cerdagne
- Just Me (1950) – Maurice Vallier dit 'Ma Pomme' (моја јабука)
- Jouons le jeu (1952) – сам себе
- Hit Parade (1953) – сам себе – певач
- 100 Years of Love (1954) – Massimo
- My Seven Little Sins (1954) – Comte André de Courvallon
- Love in the Afternoon (1957) – Claude Chavasse
- Gigi (1958) – Honoré Lachaille
- Count Your Blessings (1959) – Duc de St. Cloud
- Can-Can (1960) – Paul Barriere
- A Breath of Scandal (1960) – Prince Philip
- Pepe (1960) – Maurice Chevalier
- Fanny (1961) – Panisse
- Black Tights (1961) – сам себе – водитељ
- Jessica (1962) – Отац Антонио
- In Search of the Castaways (1962) – Jacques Paganel
- A New Kind of Love (1963) – Maurice Chevalier
- Panic Button (1964) – Philippe Fontaine
- I'd Rather Be Rich (1964) – Philip Dulaine
- La chance et l'amour (1964) – сам себе
- Monkeys, Go Home! (1967) – Father Sylvain (final film role)